# Uvàrovo (Tambov)
|  | Per a altres significats, vegeu «Uvàrovo». |

Uvàrovo (en rus Уварово) és una ciutat de l'óblast de Tambov, Rússia. Es troba a la riba del riu Vorona (un afluent del riu Don) a 99 km al sud de Tambov.

## Història
Uvàrovo fou fundada el 1699 com un assentament cosac. El 1770 va obrir-se a partir d'Uvàrovo una ruta postal que unia Borissoglebsk amb Kirsànov. Durant la segona meitat del segle xix i a començaments del xx la població representava ja un important centre comercial per a la regió. Va rebre l'estatus d'assentament de tipus urbà el 1960 i del de ciutat el 1966.

## Demografia
| 1959  | 1970   | 1979   | 1989   | 2002   | 2007   | 2010   |  |
| ----- | ------ | ------ | ------ | ------ | ------ | ------ |  |
| 6 800 | 24 900 | 31 700 | 34 554 | 29 690 | 27 400 | 26 830 |  |